# Lars Korvald
Lars Korvald (29. april 1916 i Nedre Eiker, Buskerud fylke – 4. juli 2006) var en norsk politiker, der repræsenterede Kristelig Folkeparti og var Norges statsminister fra 1972 til 1973.
Korvald blev kandidat fra Norges landbrukshøgskole i 1943 og blev efterfulgt ansat ved jordbrugsskolen i Tomb, hvor han i 1952 blev rektor. 
Han blev første gang valgt til Stortinget i 1961 for Østfold, som han repræsenterede frem til 1981. Han var 1965-1972 sit partis gruppeformand og fra 1967 partiformand. I alt var han medlem af parlamentet i fem valgperioder. Han dannede efter valget i 1972 en centrumregering bestående af Kristelig Folkeparti, Senterpartiet og Venstre og blev dermed sit partis første statsminister. Han sad til 16. oktober 1973. Korvalds regerings vigtigste opgave var forhandlingerne om en handelsftale med EF, da ansøgningen om norsk medlemskab af fællesskabet var blevet nedstemt ved folkeafstemningen i 1972. Han trak sig fra landspolitik i 1981 og blev amtsborgmester i Østfold, hvor han sad til 1986.